# Colomys goslingi
Colomys goslingi — вид гризунів родини мишевих. Він походить з Африки, де зустрічається в Анголі, Бурунді, Камеруні, Республіці Конго, Демократичній Республіці Конго, Екваторіальній Гвінеї, Ефіопії, Габоні, Кенії, Ліберії, Руанді, Південному Судані, Уганді та Замбії. Цей водний вид зустрічається в потоках і водоймах і навколо них у тропічних лісах, а іноді на луках і в саванах.

## Морфологічна характеристика
Довжина тіла становить від 11 до 14 сантиметрів, також є хвіст довжиною від 13 до 19 сантиметрів. Зверху хутро коричневе, а знизу біле. Коричневий тон стає темнішим спереду назад і майже чорним в задній частині. Довгий хвіст лускатий і майже безшерстий.

## Спосіб життя
Це нічні тварини, які будують нори на берегах річок. Вони шукають їжу на мілководді. Тут вони пробираються крізь мул і використовують свої вуса (вібриси), щоб виявляти черв'яків, водних комах, равликів і ракоподібних. З іншого боку, частини рослин рідко вживаються в їжу. Colomys goslingi вміють добре плавати, але використовують цю здатність лише під час втечі або коли змушені змінити місце розташування.